# Erland von Koch
Sigurd Christian Jag Erland Vogt von Koch, švedski skladatelj, * 26. april 1910, Stockholm, † 31. januar 2009.
Erland von Koch je bil švedski skladatelj. Skladal je simfonije, balete, opero in druga glasbena dela, vključno z glasbo za film. 

## Življenjepis
Rodil se je v Stockholmu skladatelju  Sigurdu von Kochu (1879–1919). Študiral je na Stockholmskem konzervatoriju med leti 1931 in 1935 in opravil izpite za zborovodjo in orglavca. Med letoma 1936 in 1938 je prebival v  Nemčiji in Franciji, kjer je študiral kompozicijo pri Paulu Höfferju, dirigiranje pri  Clemensu Kraussu in klavir pri Claudiu Arrauu. Pozneje je študiral še privatno pri  Toru Mannu na Švedskem.
Od leta 1939 do 1945 je učil na Karl Wohlfarts Musikschule; zadnji leti tega obdobja je deloval tudi kot tonski mojster in zborovodja na radiu. Pogosto je skladal filmsko glasbo za švedsko filmsko industrijo. Od leta 1953 do 1975 je predaval harmonijo na Stockholmskem konzervatoriju, na katerem je bil leta 1968 habilitiran v profesorja.
Von Koch je postal član Švedske glasbene akademije leta 1957. Za svoje delo je prejel številna domača in mednarodna priznanja. Napisal je šest simfonij, (peto, imenovano Lapponica, je posvetil narodu Sami), 12 skandinavskih plesov, eno opero (Pelle Svanslös) in pet baletov ter številna dela za pihalni orkester.
Skladal je še v devetdesetih letih. Njegov opus bi lahko opisali kot nekompliciran, v stilu njegovega mota »ohranjati melodijo«.

## Izbrana dela

### Odrska glasba
- Opera: Pelle Svanslös (1948).
- Balet: Askungen (1961–63).

### Filmska glasba
- za dela  Ingmarja Bergmana: (Kriza, Ladja za Indijo, Dežuje na najino ljubezen, Glasba v temi, Pristaniško mesto, Zapor), poleg tega še za filme Kvinnan bakom allt, Den vita katten, Girl with Hyacinths, Dynamit, När ängarna blommar.

### Orkestralna glasba
- Baletna uvertura za veliki orkester (1943, rev 1956).
- Nordiskt Capriccio, op. 26 (1943).
- Šest simfonij: št. 2 (1945) Sinfonia dalecarlia, št. 4 (1952–53, rev 1963) Sinfonia seria, št. 5 Lapponica (1977), št. 6 Salvare la terra (1992).
- Koncert za violo, op. 33 (1946, rev 1966).
- Sinfonietta, op. 44 (1949).
- Koncert za violončelo (1951, rev 1966).
- Oxbergvariationer (1956).
- Plesna rapsodija (1957).
- Klavirski koncerti (1956).
- 12 skandinavskih plesov za orkester (1958).
- Koncert za saksofon (1958), posvečen  Sigurdu Raschèrju.
- Concerto Lirico za godalni orkester (1961).
- Impulsi za orkester (1964).
- Koncert za kitaro.

### Koralna glasba
- Šest skladb za godalne kvartete.
- Sonati za violino (1965), (1975).
- Partita Amabile in druga dela za kitaro.
- Larghetto za violo (ali violončelo) in klavir (1937, rev 1966).
- Lyrisk episod (Lirična epizoda) za violo in klavir, op. 29 (1944).

### Vokalna glasba
- Več pesmi [6]